# Josef Terboven
Josef Antonius Heinrich Terboven (Essen, 23 mei 1898 - Skaugum, Noorwegen, 8 mei 1945) was een nationaalsocialistische gouwleider tijdens de Tweede Wereldoorlog. Hij was de Reichskommissar van Noorwegen vanaf 24 april 1940 tot het eind van de oorlog.
De familie Terboven (oorspronkelijk ter Boven) was van Nederlandse afkomst. Terboven nam deel aan de Eerste Wereldoorlog en zwaaide af als Leutnant (tweede luitenant). Hierna studeerde hij rechten en staatswetenschap in München en Freiburg, maar werd tevens politiek actief in extreemrechtse kring. Hij nam deel aan de putsch van 1923. Dit leverde hem een veroordeling op, maar opende vooral de deur naar een carrière in de NSDAP. Vanaf 1928 was hij Gauleiter in Essen. In juni 1934 trouwde hij met Ilse Stahl, de secretaresse van Joseph Goebbels. Als Oberpräsident van de Rijnprovincie verwierf hij een reputatie van wreedheid. 

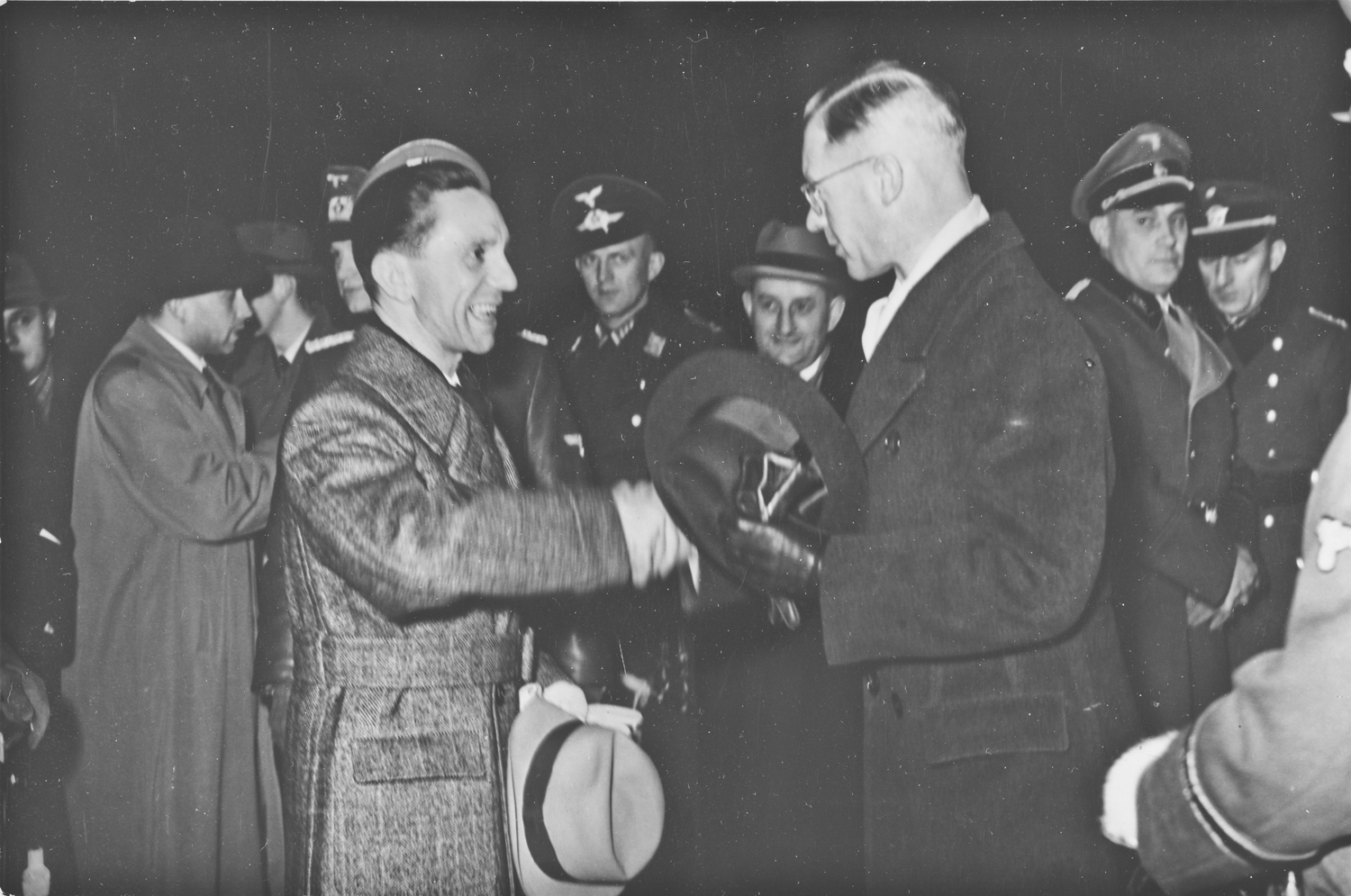
Terboven en Goebbels in Oslo (1940)

Op 24 april 1940, nog voor de capitulatie van Noorwegen op 7 juni, werd hij Rijkscommissaris in plaats van Vidkun Quisling die op die positie had gehoopt; wel werd Quisling in 1942 benoemd tot minister-president. Terboven nam zijn intrek in de residentie van de Noorse kroonprins in Skaugum en had zijn werkvertrekken in het Storting (het Noorse parlement). Als Rijkscommissaris met steun van Hitler had Terboven vrijwel onbeperkte macht; het was zijn bedoeling om van de Festung Norwegen een laatste bastion van het naziregime te maken. Hij was zo gehaat dat zelfs Goebbels in zijn dagboeken schande sprak over zijn wandaden jegens de Noren.
Op 8 mei 1945, vlak voor de capitulatie van Duitsland van kracht werd, blies Terboven zich op in zijn bunker bij Skaugum.

## Carrière
Terboven bekleedde verschillende rangen in zowel de NSDAP als Sturmabteilung. De volgende tabel laat zien dat de bevorderingen niet synchroon liepen.
| Datums                           | Deutsche Heer             | NSDAP                       | Sturmabteilung       |
| -------------------------------- | ------------------------- | --------------------------- | -------------------- |
| 26 juni 1915                     | Kriegsfreiwilliger Rekrut | —                           | —                    |
| 24 maart 1918                    | Leutnant der Reserve      | —                           | —                    |
| 4 augustus 1925                  | —                         | Ortsgruppenleiter der NSDAP | —                    |
| 4 augustus 1925                  | —                         | —                           | SA-Führer            |
| 1927                             | —                         | Bezirksleiter der NSDAP     | —                    |
| 1 augustus 1928 - 1 oktober 1929 | —                         | Gauleiter der NSDAP         | —                    |
| 1933                             | —                         | —                           | SA-Oberführer        |
| 1 maart 1933                     | —                         | —                           | SA-Gruppenführer     |
| 9 november 1936                  | —                         | —                           | SA-Obergruppenführer |

## Lidmaatschapsnummers
- NSDAP-nr.: 25 247 (lid geworden november 1923[7][6], hernieuwd lid 15 december 1925.[6])
- SS-nr.: geen lid

## Onderscheidingen
Selectie:
- IJzeren Kruis 1914, 1e Klasse (september 1918[12]) en 2e Klasse (24 september 1916[12])
- Gouden Ereteken van de NSDAP op 27 april 1935[10][12]
- Ehrenwinkel der Alten Kämpfer in februari 1934[12]